# 烷基硼
烷基硼是一类硼烷中氢被烷基取代形成的物质。在烯烃与乙硼烷加成的反应中，产物为烷基硼。

## 结构与性质
在烷基硼中，硼以sp2杂化轨道与烷基形成σ键，还剩余一个空的π轨道，可以接受孤电子对，具有显著路易斯酸性。

## 制备
利用烯烃与乙硼烷加成的反应。一般认为乙硼烷先裂解为BH3，第一步生成一烷基取代物，再进一步生成二烷基、三烷基取代物。无法通过此法制备的甲基硼等可以通过二烷基硼与二烷基铜锂制备。
{\displaystyle {\ce {B2H6 + 6 C2H4 -> 2 B(C2H5)3}}}
{\displaystyle {\ce {2 R2BCl + (CH3)2CuLi -> 2 R2BCH3 + CuCl + LiCl}}}
亦可通过格氏试剂与卤代甲硼烷制备。
{\displaystyle {\ce {R2BCl + CH3MgCl -> R2BCH3 + MgCl2}}}

## 反应
烷基硼可以与过氧化氢反应，生成硼酸酯，水解生成醇、硼酸（Brown硼氢化）。亦可以与羧酸反应生成烷。
由于烷基硼具有路易斯酸性，其可与亲核试剂结合生成四配位加合物。其中配合物的生成削弱了碳-硼键（硼是电正性原子），可以让烷基带一对电子从硼迁移至另一碳亲电中心，形成新碳-碳键。

### 羰基化
一氧化碳是亲核试剂，与烷基硼形成配合物后，使烷基带一对电子从硼迁移至另一碳亲电中心。控制反应条件可以获得一、二、三烷基迁移产物，中间体经还原和/或氧化后得到伯醇、醛、酮或叔醇。
在还原剂存在下，一烷基迁移中间体被还原，可以得到一烷基迁移产物。而在适量水存在下可得到二烷基迁移产物。
{\displaystyle {\ce {R3B + CO -> R3B.CO -> R2B(CO)R}}}
{\displaystyle {\ce {R2(CO)R->[NaBH4]R2B-CH(R)-OH ->[{H2O}][{OH-}] RCH2OH}}}
{\displaystyle {\ce {R2(CO)R->[H2O][373K]B(OH)-CR2-OH ->[H2O2] R2(CO)}}}
{\displaystyle {\ce {R2(CO)R->[373-398K] (OB)-CR3 ->[H2O2] R3COH}}}
此法可合成环酮，但反应条件苛刻（7.09E6Pa），不利于实验室制备。有许多方法被发展来替代CO，如使用氰负离子-三氟乙酐体系。